# Litsea pierrei
Litsea pierrei Lecomte – gatunek rośliny z rodziny wawrzynowatych (Lauraceae Juss.). Występuje naturalnie w Wietnamie oraz południowych Chinach (w południowej części Junnanu). 

## Morfologia
PokrójZimozielone drzewo dorastające do 25 m wysokości. Gałęzie są nagie.
LiścieNaprzemianległe. Mają kształt od eliptycznego do podłużnie eliptycznego. Mierzą 10–21 cm długości oraz 3–5 cm szerokości. Są nagie. Ogonek liściowy jest nagi i dorasta do 20–30 mm długości.
KwiatySą niepozorne, jednopłciowe, zebrane po 4–5 w baldachy, rozwijają się w kątach pędów. Okwiat jest zbudowany z 6 listków o kształcie od lancetowatego do owalnego. Kwiaty męskie mają 9 wystających i owłosionych pręcików.
OwoceMają kulisty kształt, osiągają 15 mm średnicy.

## Biologia i ekologia
Roślina dwupienna. Rośnie w wiecznie zielonych lasach. Występuje na wysokości od 800 do 1500 m n.p.m. Kwitnie od czerwca do lipca, natomiast owoce dojrzewają od października do listopada.